# Ambrosius (voornaam)

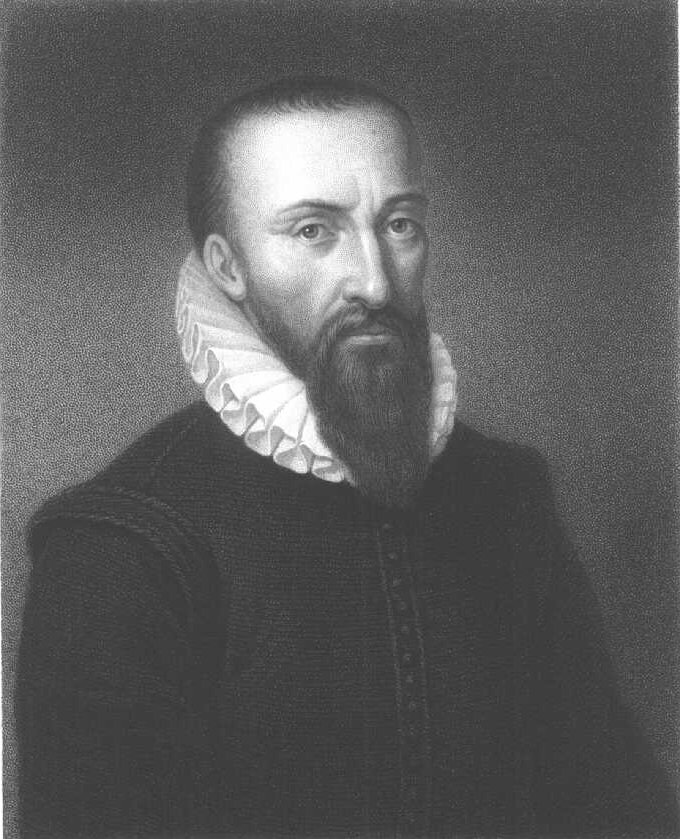
Ambroise Paré

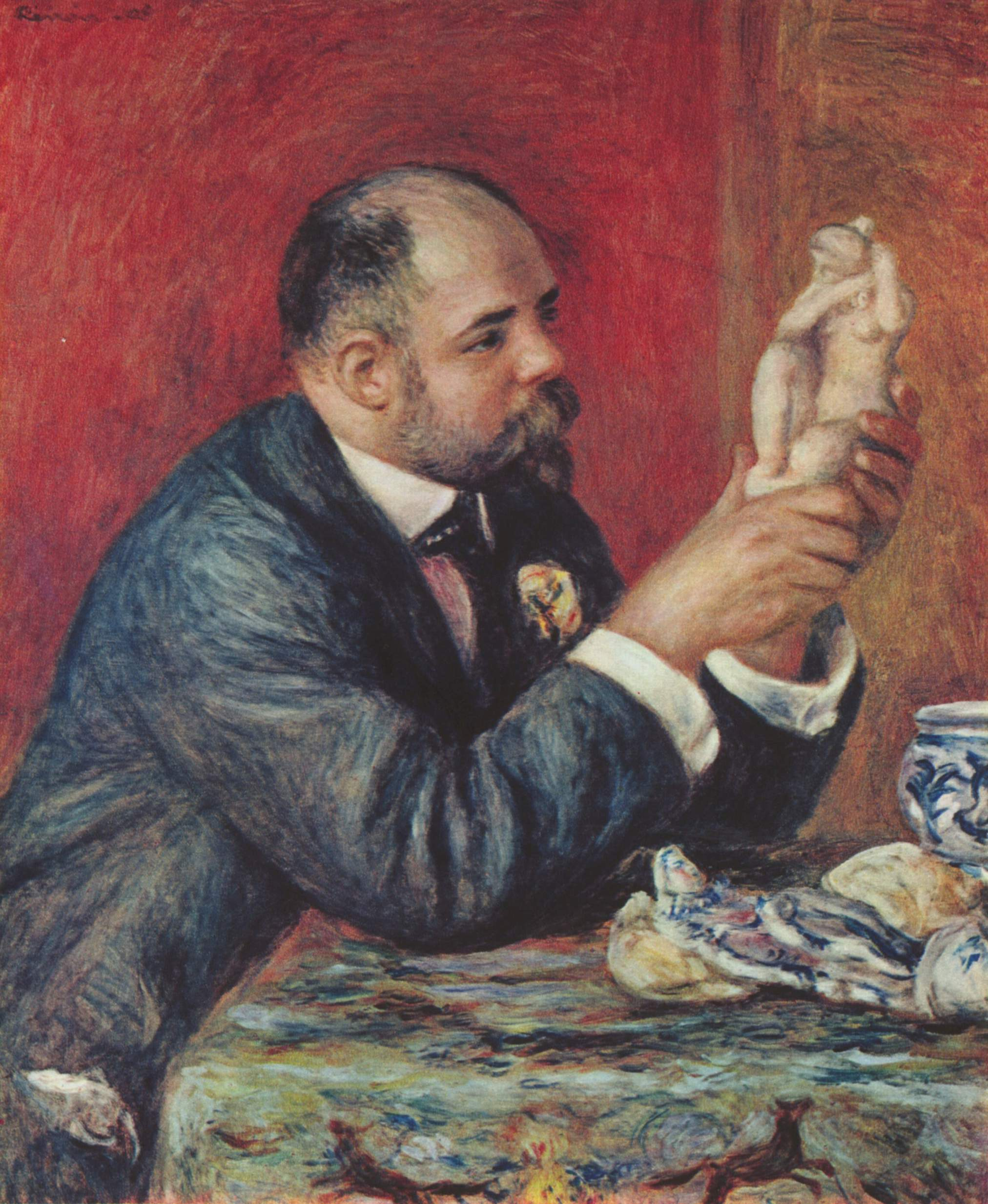
Ambroise Vollard

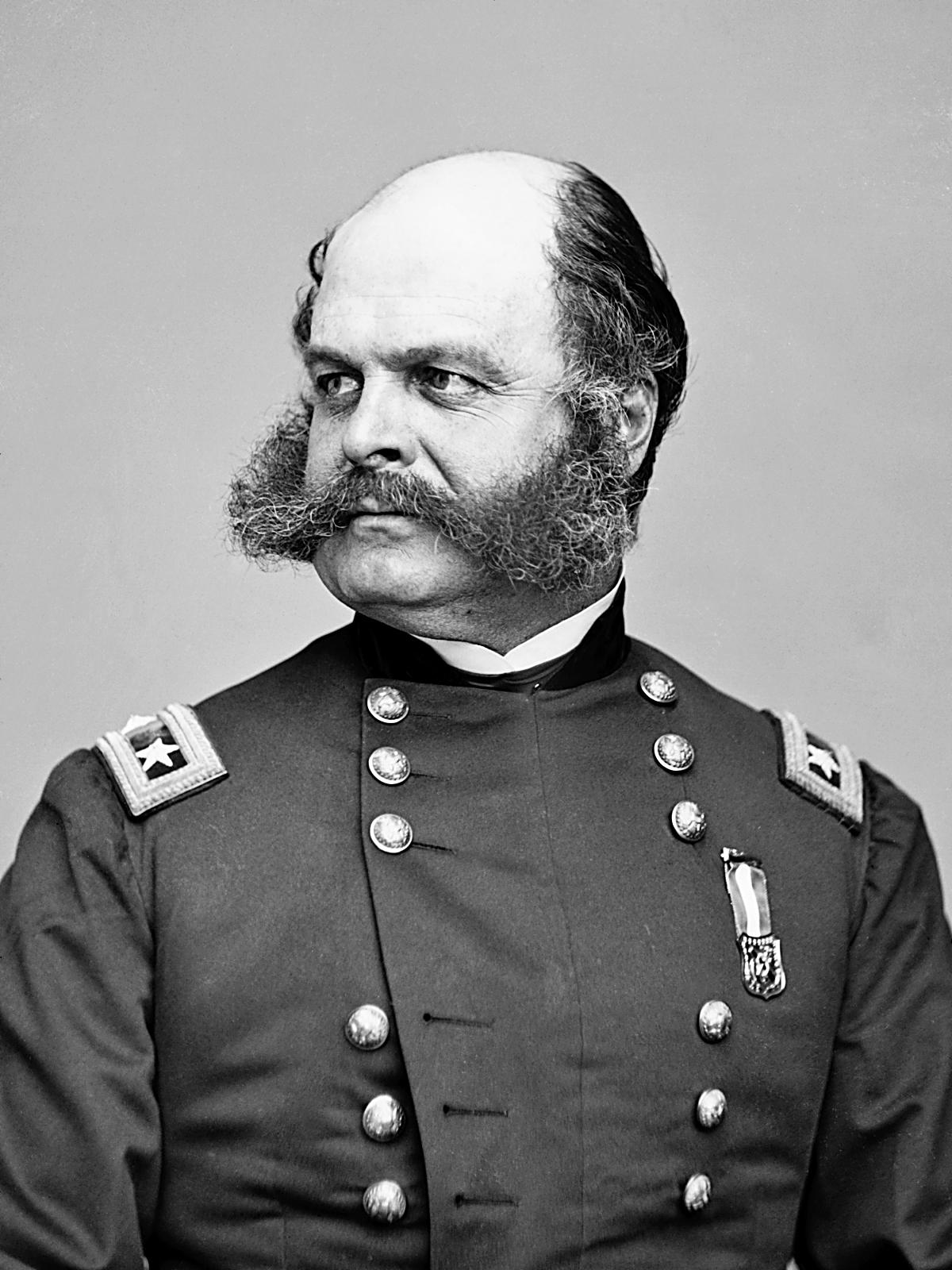
Ambrose Burnside

De jongensnaam Ambrosius is afgeleid van het Griekse ambrotos, "ambrozijn, godenspijs". Dit verschafte de goden onsterfelijkheid, vandaar dat de naam zoveel betekent als "onsterfelijk". De naam kwam in Nederland al in de 12e eeuw voor.

## Varianten
De volgende namen (o.a.) zijn varianten of afgeleiden van Ambrosius:
- Ambroos, Broos

De naam komt ook voor in vele andere talen, onder andere:
- Duits: Ambros, Bros
- Engels: Ambrose
- Frans: Ambroise
- Hongaars: Ambróz
- Italiaans: Ambrogio, Brogio
- Tsjechisch: Ambroz

## Heilige
- Ambrosius van Milaan, bisschop van Milaan en kerkleraar

## Bekende naamdragers

### Ambroise
- Ambroise Paré, Frans arts
- Ambroise Thomas, Frans componist
- Ambroise Verschaffelt, Vlaams tuinbouwkundige en auteur
- Ambroise Vollard, Frans kunsthandelaar

### Ambroos
- Ambroos Verheul, abt van de abdij van Keizersberg

### Ambrose
- Ambrose Burnside, Amerikaanse militair, industrieel en politicus
- Ambrose McEvoy, Engels kunstschilder
- Ambrose Bierce, Amerikaanse schrijver die in 1910 tijdens de revolutie in Mexico verdween.

### Ambrosius
- Ambrosius Benson, Vlaams kunstschilder
- Ambrosius Bosschaert de Oude, Vlaams kunstschilder
- Ambrosius Holbein, Duits kunstschilder, graveur en boekverluchter

### Broos
- Broos Schnetz, Nederlands zakenman en politicus
- Broos van Erp, Nederlands politicus